# Взрывы в посольстве США в Габоне (1964)
Взрывы в посольстве США в Габоне — серия из двух террористических актов, произошедших в посольстве США в Либревиле, столице Габона, 5 и 8 марта 1964 года.

## Предпосылки
В феврале 1964 в Габоне произошёл неудачный военный переворот против президента Леона Мба. После провала переворота некоторые габонцы ошибочно назвали США его соучастником. Time утверждал, что французские официальные лица способствовали распространению слухов о причастности Америки.

## Взрывы
5 марта заместителю главы посольства, Уильяму Ф. Кортни, поступил звонок от человека, представившегося как «DuPont» и требовавшего, чтобы все американцы покинули Габон. Информационному агентству США также поступило 2 телефонных звонка с угрозами неминуемого нападения. Около 8:15 того же дня во время ливня небольшая бомба взорвалась возле посольства. В результате взрыва была повреждена вывеска посольства и выломано 2 окна.
После взрыва французские габонцы стали звонить в посольство с ещё большим количеством угроз. Вторая бомба взорвалась примерно в 50 футах от посольства через две ночи после первой, не причинив никакого ущерба. Также по посольству велась стрельба из автомобиля, в ходе которой из автоматического дробовика 12-го калибра было произведено не менее 50 выстрелов, оставивших в окнах второго этажа более 30 отверстий. Уильямом Кортни за 2 часа до взрыва и стрельбы, примерно в 21:20, были замечены два европейца на автомобиле Simca, проезжавших мимо посольства. Неназванный американский чиновник сообщил, что автомобиль спустя 10 минут после взрыва кружил вокруг посольства. Двум габонским полицейским было приказано охранять здание, а президент Габона, Мба, приказал провести расследование. Он опроверг обвинения в сторону американцев, заявив:

Ничто не позволяет определить причастность США к последним событиям. Однако дружеские отношения между членами посольства Соединенных Штатов и некоторыми политиками, участвовавшими в восстании, могли произвести на некоторых такое впечатление, которого я не разделяю.